# Руманіка-Карагве (національний парк)
Національний парк Руманіка-Карагве — національний парк Танзанії, розташований у регіоні Кагера . Національний парк займає площу 247 км2, названу на честь королівства Карагве, яке досягло свого піку в 19 столітті під керівництвом короля Руманіїки I Оругунду, який правив з 1855 по 1882 рік. Відпочатку парк був заснований як заповідник Руманьяка Оругунду, а згодом отримав підвищення охоронного статусу.

## Пам'ятки
Національний парк Руманіка-Карагве має багатий тваринний світ, тут зустрічаються жирафи, буйволи, імпала, водяний козел, леопарди, зебри, бушбак і бабуїни.